# Свайкорд, Робин
Ро́бин Сте́ндер Сва́йкорд (англ. Robin Stender Swicord; род. 23 октября 1952) — американская сценаристка и режиссёр.

## Жизнь и карьера
Режиссёрский дебют Свайкорд состоялся в 1993 году короткометражным фильмом «Красное пальто» (The Red Coat), снятым по собственному сценарию.
Она является автором сценариев к фильмам «Мемуары гейши», «Маленькие женщины», «Практическая магия», «Матильда», «Семья Перес». В 2007 году Свайкорд сняла фильм «Жизнь по Джейн Остин», сценарий для которого по одноимённому «бестселлеру» писательницы Карен Джой Фаулер тоже написала сама. В 2009 году сценарий к фильму «Загадочная история Бенджамина Баттона», написанный Робин Свайкорд в соавторстве с Эриком Ротом, был номинирован на «Оскар» и «Золотой глобус».

## Личная жизнь
С 1983 года Свайкорд замужем за сценаристом Николасом Казаном. У них есть дочери — актрисы Зои Казан (род. 1983) и Майя Казан (род. 1986).